# Wolf Hollow
Pour plus de détails, voir Fiche technique et Distribution.
Wolf Hollow est un film américain réalisé par Mark Cantu et sorti en 2023. Il met en vedette : Felissa Rosse, Hannah Fierman, Lynn Lowry, Angel Nichole Bradford et Kamarra Cole.

## Synopsis
Un groupe de jeunes cinéastes, s’aventure en Pennsylvanie rurale. Dans l’arrière-pays, il tombe sur une famille de loups-garous et doit survivre à la nuit.

## Fiche technique
- Titre original : Wolf Hollow
- Réalisation : Mark Cantu
- Scénario : Mark Cantu et Brian Ceponis
- Producteurs : Mark Cantu
- Photographie :
- Montage : Mark Cantu
- Musique :
- Production : CineWorx
- Société de distribution : CineWorx
- Pays d'origine :  États-Unis
- Langue originale : anglais
- Genre : horreur
- Format : Couleur
- Durée : 84 minutes
- Dates de sortie :
  - États-Unis : 1er avril 2023 (première à Pittsburgh)

## Distribution
- Felissa Rosse : Evie Neurie
- Hannah Fierman : Audra Rossi
- Lynn Lowry : Marla Taylor
- Angel Nichole Bradford : Kitty
- BJ Mezek : Tom
- Rémy Robert : Livestream 2

## Production
Le film est développé via par une campagne de financement sur le site Indiegogo.

## Sortie et accueil

### Date de sortie
Le film sort le 1er avril 2023 à Pittsburgh aux États-Unis.

### Critique
Le film reçoit de bonnes critiques,,,,,,